# Калинов мост
Кали́нов мост — мост через реку Смородину в русских сказках и былинах, соединяющий мир живых и мир мёртвых. За Огненной рекой жил Змей Горыныч и находилась избушка Бабы-Яги.

## Происхождение названия
Название «Калинов мост» происходит не от растения калина; названия обоих — однокоренные и происходят от древнерусского слова «кали́ть», которое означает разогрев твёрдого материала (например, металла) докрасна́ и/или добела́. «Река Смородина» также называется Огненной; потому мост через неё и представлялся докрасна раскалённым. Таким образом это — эпитет, лирико-эпическая фигура речи. В современном русском языке существуют также слова «накали́ть», «раскалённый», «ока́лина», происходящие от того же корня. В русских былинах также был (омонимический) персонаж Калин-царь.

## Местоположение
Калинов мост перекинут над рекой Смородиной, разделяющей мир живых и мир мёртвых. Мост, являющийся границей, охраняется Трёхглавым Змеем. Именно по этому мосту души переходят в царство мёртвых. И именно здесь герои (витязи, богатыри) сдерживают угрожающие добру силы зла в образе различных змеев.

## Представления славян
Образ Калинова моста как некоего рубежа встречается во многих легендах, сказаниях, а также обрядах и заговорах. И нередко значения этого символа были совершенно противоположны. Так, в одно время фраза Перейти Калинов мост — означала смерть, а в другое время фраза Встречаться с кем-либо на Калиновом Мосту — означала любить, так как замужество невесты символически осмысляется как смерть в прежнем качестве и рождение в новом.
По верованиям украинцев, душе после смерти предстоит перейти по кладочке через огонь, и если она оступится, то не дойдёт до Царства Божия. Белорусы Гомельской области полагали, что душа умершего переходит по мостику над водой.

### Мифология
Существует множество былин и легенд, в которых по сюжету на Калиновом мосту происходит единоборство героя (витязя, богатыря) со змеем, что является олицетворением битвы добра и зла. К ним можно отнести:
- Русскую народную сказку «Бой на калиновом мосту» (иначе «Иван — крестьянский сын и Чудо-Юдо»), где трое Иванов (Иван-царевич, Иван-попович и Иван — крестьянский сын), защищая Русь, бьются на Калиновом мосту с Чудо-Юдами (шести-, девяти- и двенадцатиголовыми змеями).
- Русскую народную сказку «Иван-Быкович» (иначе «Иван — коровий сын»), которая является лишь интерпретацией предыдущей. Здесь Иван всего один, а вот Чудо-Юд столько же.

Известна загадка с упоминанием Калинова моста:
- Бежали овечки по калинову мосту: увидели зорю (грозу, огонь), кинулись в воду. — Пельмени.

## Обряды

### Замужество
Образ Калинова моста использовался в свадебных обрядных песнях, где являлся символом перехода из одной ипостаси в другую: переход из девичества в замужество. Часто использовались в песнях на девичнике и во время причитаний невесты.

Да от этой баенки до горенки

Да есть и мостики калиновы

Перекладины малиновы,

Да есть и столбики точеные,

Да есть головки золоченые

Да на этих-то головочках

Да там сидят да птицы-пташицы.

Они поют да жалобнешенько,

Ой, жалки песенки да с горючими слезами.— Н. П. Колпакова, «Лирика русской свадьбы»
Сюжет с Калиновым мостом использовался и во время обрядового обхода молодых, когда исполнялись вьюницкие песни:

Благословляй-ко ты нас, хозяин со хозяюшкою,

Нам на двор взойти да по двору пройти,

По двору пройти, на часту лесенку вступить.

На часту лесенку вступить, да по частой пройтить,

По частой пройтить, на калинов мост взойти.

На калинов мост взойти, да по калинову пройти,

По калинову пройти, да на дубовы скамьи сесть.
В польских свадебных песнях сваты, наломав калины, мостят из неё мост, по которому поедут гости на свадьбу. Калиной называлась красная лента, «красота» невесты (Волынь), девушка, невеста (укр., чаще в песнях), рубашка невесты со следами дефлорации — свидетельство её невинности, целомудрия.

### Похоронные обряды
Во время похорон процессия под причитания плакальщиц должна была перейти символический Калинов мост, тем самым облегчить доставку души покойного в другой мир и усложнить возможность её возвращения. Например, в сказке Алексея Ремизова «Кострома» (часть «Весна-Красна» в сборнике «Посолонь») воспроизводится процесс похорон с переходом Калинова моста.
В Белоруссии существовал обычай делать в память об умершем мостик через канаву или ручей. На следующий день после поминок на могиле мужчины ставили крест, а в память о женщине делали кладку через какое-нибудь мокрое, топкое место или же перекидывали мостик через канаву либо ручей; вырезали на дереве, срубленном для моста, дату смерти и серп; затем садились на дерево, выпивали, закусывали и поминали умершую. Каждый, кто переходил по такому мостику, также должен был её помянуть.
Иногда переход по Калинову мосту означал лишь расставание с молодостью (замужество).